# Mark Cavendish
Mark Cavendish, född 21 maj 1985 i Douglas, Isle of Man, är en brittisk tävlingscyklist. Han växte upp på Isle of Man, men bor numera i Manchester. Han är mest känd som en bancyklist och som spurtare. Mark Cavendish blev professionell landsvägscyklist 2005 för det tyska stallet Team Sparkasse, och cyklar för tillfället för Astana. Han har tidigare cyklat på bana och tävlat i bland annat madison och poänglopp. Han gjorde sin debut på bana för Storbritannien under världscupen i Moskva 2004. Cavendish har vunnit 35 etapper i världens största cykellopp, Tour de France, vilket är en mer än Eddy Merckx. Totalt har han 163 segrar i olika professionella cykellopp.

## Karriär
Mark Cavendish cykelkarriär började med bancykling. Han tog en guldmedalj i Samväldesspelen 2006 i den gren som kallas scratch när han tävlade för Isle of Man. Han tog också guldmedaljer i världsmästerskapens madison 2005 och poängtävlingen i de europeiska mästerskapen 2005. Under säsongen 2005 cyklade han också landsvägstävlingarna Tour of Berlin och Tour of Britain.
Karriären inom landsvägscykling startade 2006 med det mindre stallet Team Sparkasse. I juni vann han två etapper på Tour of Berlin, liksom poäng- och sprinttävlingen. Resultatet ledde till att britten fick prova på att vara professionell, en så kallad stagiaire, med T-Mobile Team från och med augusti till och med säsongens slut. Hans bästa resultat under perioden var trea andra placeringar på Tour of Britain. Han vann också poängtävling. Resultaten ledde till ett professionellt kontrakt med det tyska stallet mellan 2007 och 2008.

### 2007
Cavendish säsong 2007, vilket var brittens första säsong som landsvägcyklist med eliten, började med vinst i den belgiska semiklassikern Scheldeprijs Vlaanderen. Sedan följde två etapper och poängtröjan på Dunkirks fyradagars. Strax efter det vann han också två etapper på Katalonien runt. Resultaten ledde till att britten blev uttagen till T-Mobile Teams laguppställning till Tour de France 2007. Men det franska etapploppet blev ingen succé. Han kraschade på etapperna 1 och 2 och åkte han hem från tävlingen på den åttonde etappen. Avhoppet var planerat och han hade misslyckats med att sluta i topp 5 under en etapp. På höstsäsongen vann han en etapper och prologer på Post Danmark Rundt, Eneco Tour of Benelux och Tour of Britain. Britten tog också hem poängtävlingen på Eneco Tour of Benelux. I början av oktober vann han etapp 3 på Circuit Franco-Belge.

### 2008
Under säsongen 2008 vann Mark Cavendish den andra etappen av De Panne tredagars. Han vann också etapp 3a under samma tävling. Bara dagarna innan hade han tagit guld i madison under världsmästerskapen på bana i Manchester tillsammans med Bradley Wiggins. På landsväg fortsatte de bra resultaten att komma och under vårsäsongen vann han Grote Scheldeprijs och prologen av Romandiet runt. I maj vann han tvåa etapper, etapp 4 och 13, under Giro d'Italia 2008. Han slutade också tvåa på etapperna 12 och 17. Den 21 juni 2008 vann Cavendish den femte etappen av Ster Elektrotoer före bland andra Barloworlds sydafrikanska spurtare Robert Hunter.
Fokuseringen på säsongen 2008 var på de Olympiska sommarspelen för Mark Cavendish och under säsongen 2007 var det sagt att britten inte skulle delta i Tour de France 2008. Men trots det åkte den 23-årige cyklisten ned till Frankrike för att delta i det franska etapploppet. Den 9 juli 2008 tog Mark Cavendish sin första seger i Tour de France, när han vann den femte etappen strax före de äldre spurtarna Oscar Freire och Erik Zabel. Tre dagar senare vann han etapp 8 framför stallkamraten Gerald Ciolek. Han vann även etapp 12 och 13 samma år. För att kunna förbereda sig inför de Olympiska spelen valde Mark Cavendish att resa hem till Storbritannien före etapp 15 av tävlingen.
Han deltog tillsammans med Bradley Wiggins i madison under de Olympiska sommarspelen 2008, men misslyckades med loppet och slutade bara på nionde plats.
Den 27 augusti 2008 vann britten den första etappen av Tour of Ireland före nyzeeländaren Julian Dean. Cavendish vann också etapp 2 och 3 under tävlingen. Den 8 september startade det amerikanska etapploppet Tour of Missouri och Mark Cavendish vann den första etappen före Tyler Farrar och Francesco Chicchi. Han vann också etapp 2 och 6.

### 2009
Mark Cavendish vann etapp 4, sin första etappseger någonsin, på Tour of Qatar i februari 2009 framför Heinrich Haussler och Tom Boonen. Han vann också etapp 6 av tävlingen. Senare samma månad vann han etapp 4 av Tour of California framför Boonen och Juan José Haedo. Han vann också etapp 5 av tävlingen framför Boonen och Pedro Horrillo. I mars vann han etapp 7 av Tirreno-Adriatico framför Tyler Farrar och Baden Cooke.
Mark Cavendish vann Milano-Sanremo framför Heinrich Haussler i mars 2003. Han vann etapp 2 och 3a i Panne tredagars, liksom han gjorde under säsongen 2008. I Giro d'Italia 2009 korsade Cavendish mållinjen som första man när hans Team Columbia vann lagtempoetappen på etapp 1. Dagen därpå slutade han tvåa på etappen bakom Alessandro Petacchi. Mark Cavendish vann etapperna 9, 11 och 13 under Giro d'Italia.
I junimånad kom Cavendish självbiografi "Boy Racer" ut. Boken följde brittens väg från Isle of Man till podiet på Giro d'Italia och Tour de France. Senare samma månad vann han etapp 3 av Schweiz runt framför Oscar Freire och Thor Hushovd. Han vann också etapp 6 av tävlingen framför Freire och Francesco Gavazzi.
Under Tour de France 2009 vann Mark Cavendish etapperna 2, 3, 10, 11 och 19. Han vann också etapp 21 av tävlingen. Han slutade trea på etapp 5, där de offensiva cyklisterna Thomas Voeckler och Michail Ignatjev slutade framför britten. Han slutade på andra plats i tävlingens poängtävling bakom Thor Hushovd. 
Efter Tour de France vann Mark Cavendish den tyska tävlingen Sparkassen Giro och en etapp på Tour of Ireland. Mark Cavendish vann etapp 1 och 2 av Tour of Missouri. Säsongen avslutades på Nederländska Antillerna och uppvisningsloppet Amstel Curaçao Race; som han slutade på fjärde plats.

### 2010
Ett tandproblem ställde till bekymmer för Mark Cavendish i början av säsongen 2010 och han var tvungen att skjuta upp på starten till Ruta del Sol i mitten av februari. Den första delen av säsongen var medioker och han lyckades inte försvara sin seger från Milano–Sanremo. Innan säsongen startade var Cavendish mål att vinna den gröna poängtröjan i Tour de France och att vinna världsmästerskapen i Geelong, Australien. 
Trots dålig form i början på säsongen vann Cavendish etapp 2 av Katalonien runt i mars. Han vann en etapp på Romandiet runt, men drog sig snart ur tävlingen efter kritik för sin målgest som signalerade vad han ansåg om de personer som hade kritiserat honom under början på säsongen. Cavendish vann första etappen av Tour of California, sin tredje seger för säsongen. En månad senare kraschade Cavendish under en spurt på Schweiz runt och blev kritiserad för sin fula cykling när flera andra cyklister hamnade på marken.
På etapp 1 av Tour de France 2010 kraschade Mark Cavendish, men kom senare tillbaka och vann etapp 5, 6, 11, 18 och 20. Han slutade på andra plats i poängtävlingen, elva poäng bakom Alessandro Petacchi.
Cavendish fortsatte sitt segertåg på Vuelta a España 2010, där hans lag vann den första lagtempoetappen och Cavendish korsade mållinjen först, varför han fick bära ledartröjan under några dagar. Trots svårigheter att vinna etapper i början av det spanska etapploppet, kom britten tillbaka och vann etapp 12, 13, 18, men tog också hem den gröna poängtröjan.

### 2011
Under Giro d'Italia vann Cavendish etapp 10 och 12 innan han, likt många andra spurtare klev av, då bergsetapperna avslutade tävlingen.
Under Tour de France lyckades Cavendish vinna etapp 5, 7, 11, 15 och 21, och ta den gröna poängtröjan. Mark tog guld i herrarnas linjelopp i Världsmästerskapen i cykel i Köpenhamn, efter en stark uppvisning och lagkörning av det brittiska laget.

### 2012
Inför 2012 års säsong flyttade Cavendish till det brittiska laget Team Sky. Han vann under våren tre etapper i Giro d’Italia.
Under sommarens Tour de France vann Cavendish tre etapper, inklusive den sista prestigefyllda etappen till Paris. Etappsegern innebar att Cavendish hade vunnit den avslutande etappen i Tour de France fyra år i rad.

### 2013
Cavendish bytte återigen stall inför 2013 års säsong, denna gången till det belgiska laget Omega Pharma-Quick Step. Hann vann fem etapper i Giro d’Italia, vilket även resulterade i seger i poängtävlingen. Cavendish blev därmed den femte cyklisten att ha vunnit poängtävlingen i alla tre Grand Tours.
Cavendish vann i juni brittiska mästerskapen i linjelopp för första gången i sin karriär.
I juli vann Cavendish etapp 5 och 13 i Tour de France.

### 2014
Cavendish beslutade sig under våren att inte ställa upp i Giro d’Italia utan istället fokusera på sommarens Tour de France som startade i Yorkshire. Under det franska etapploppets första etapp kraschade Cavendish i spurten och tvingades bryta tävlingen.

### 2015
Cavendish vann etapp 7 av Tour de France i en spurt.

### 2016
Cavendish tog en silvermedalj i herrarnas omnium i bancykling vid olympiska sommarspelen 2016.

### 2017 – 2020
Cavendish bröt sitt högra skulderblad och Tour de France 2017 efter etapp 4 i en krasch i sprintuppgörelsen med Peter Sagan.
I februari 2018 vann Cavendish sprintuppgörelsen i etapp 3 i Dubai Tour. I Tour de France 2018 överträdde Cavendish och Marcel Kittel den maximala tidsgränsen i bergsetapp 11 och ströks ur tävlingen.

### 2021
Cavendish vann etapperna 4, 6, 10 och 13 av Tour de France, vilket betyder att han hittills har vunnit 34 etapper i Tour de France genom åren. Det är lika många som cykellegenden och rekordhållaren Eddy Merckx gjorde, ett rekord han höll i 46 år innan nu Cavendish gjorde honom sällskap.

### 2023
2023 skrev han på ett kontrakt med Astana Qazaqstan Team. Under Giro d'Italia 2023 meddelade Cavendish att han tänkte avsluta karriären efter 2023 års tävlingssäsong. En vecka senare vann han lätt den 21:a och sista etappen i Rom över sina rivaler.
I Tour de France 2023 tog han en andra plats i den 7:e etappen men  kraschade dagen därpå den 8 juli och bröt nyckelbenet. Det betydde troligen slutet för Mark Cavendish 14 år långa Tour de France-karriär och kanske även för hela hans 17 år långa professionella cykelkarriär som han planerat att avsluta efter årets säsong.

### 2024
Den 3 juli 2024 vann han den femte etappen i Tour de France, vilket innebar sin 35:e etappseger i etapploppet, vilket är fler än någon annan.

## Stall
- 2005–2006 Team Sparkasse
- 2006 T-Mobile Team (Stagiaire)
- 2007–2011 T-Mobile Team
- 2012 Team Sky
- 2013–2016 Omega Pharma-Quickstep
- 2016–2019 Team Dimension Data
- 2020 – Team Bahrain Mclaren
- 2021 – Deceuninck–Quick-Step